# Боровково (Островский район)
Боровково — деревня в Бережанской волости Островского района Псковской области.
Расположена в 22 км к юго-западу от центра города Остров и в 4 км к юго-востоку от деревни Дубки.
Численность населения деревни по состоянию на 2000 год составляла 1 человек.
До 3 июня 2010 года деревня входила в состав ныне упразднённой Рубиловской волости с центром в д. Дубки.